# Whistling in the Dark (film, 1941)
Pour les articles homonymes, voir Whistling in the Dark.
Pour plus de détails, voir Fiche technique et Distribution.
Whistling in the Dark est un film américain réalisé par S. Sylvan Simon, sorti en 1941.

## Fiche technique
- Titre : Whistling in the Dark
- Réalisation : S. Sylvan Simon
- Scénario : Robert MacGunigle, Harry Clork et Albert Mannheimer d'après la pièce de Laurence Gross et Edward Childs Carpenter (en)
- Direction artistique : Cedric Gibbons
- Photographie : Sidney Wagner
- Montage : Frank E. Hull
- Musique : Bronisław Kaper
- Société de production : Metro-Goldwyn-Mayer
- Pays d'origine : États-Unis
- Format : Noir et blanc - 1,37:1
- Genre : comédie
- Durée : 78 minutes
- Date de sortie : 1941

## Distribution
- Red Skelton : Wally Benton
- Conrad Veidt : Joseph Jones
- Ann Rutherford : Carol Lambert
- Virginia Grey : 'Fran' Post
- Rags Ragland : Sylvester Conway
- Henry O'Neill : Philip Post
- Eve Arden : 'Buzz' Baker
- Paul Stanton : Jennings
- Donald Douglas : Gordon Thomas
- Don Costello : 'Noose' Green
- William Tannen : Robert Graves
- Reed Hadley : Beau Smith
- Mariska Aldrich : Hilda
- Lloyd Corrigan : Harvey Upshaw
- Will Lee : Herman